# Skäggesta, Uppsala kommun
Skäggesta är en småort i Börje socken i Uppsala kommun, belägen strax väster om centrala Uppsala och strax öster om bebyggelsen i den av SCB avgränsande och namnsatta småorten Ströby, Bösslinge och Åkerby.

## Befolkningsutveckling
| Befolkningsutvecklingen i Skäggesta 1995–2023 | Befolkningsutvecklingen i Skäggesta 1995–2023 | Befolkningsutvecklingen i Skäggesta 1995–2023 | Befolkningsutvecklingen i Skäggesta 1995–2023 | Befolkningsutvecklingen i Skäggesta 1995–2023 |
| --------------------------------------------- | --------------------------------------------- | --------------------------------------------- | --------------------------------------------- | --------------------------------------------- |
|                                               |                                               |                                               |                                               |                                               |
| År                                            |                                               |                                               | Folkmängd                                     | Areal (ha)                                    |
| 1995                                          | 1995                                          |                                               | 51                                            | 14#                                           |
| 2000                                          | 2000                                          |                                               | 54                                            | 14#                                           |
| 2005                                          | 2005                                          |                                               | 59                                            | 16#                                           |
| 2010                                          | 2010                                          |                                               | 65                                            | 17#                                           |
| 2015                                          | 2015                                          |                                               | 88                                            | 21#                                           |
| 2020                                          | 2020                                          |                                               | 94                                            | 21#                                           |
| 2023                                          | 2023                                          |                                               | 78                                            | 21                                            |
| Anm.: # Som småort.                           |                                               |                                               |                                               |                                               |